# Washmere Green
Washmere Green – przysiółek w Anglii, w hrabstwie Suffolk, w dystrykcie Babergh, w civil parish Great Waldingfield/Lavenham. Leży 8 km na północny wschód od Sudbury.